# Escòcia al Festival de la Cançó d'Eurovisió
Escòcia ha intentar participar en el Festival de la Cançó d'Eurovisió. El Partit Nacional Escocès (SNP) ha fet campanya per un lloc al Festival de la Cançó d'Eurovisió per a Escòcia, però havia estat rebutjat en nombroses ocasions a causa d'Escòcia es representa com una part de l'entrada del Regne Unit i està representat per la BBC. L'11 de febrer de 2008, la UER va declarar que un organisme de radiodifusió escocès podria sol·licitar l'adhesió a la UER, però sota les normes actuals no podia entrar a Eurovisió perquè la BBC actualment té els drets exclusius per representar tot el Regne Unit, hauria estat elegible per participar al concurs si hagués obtingut la seva independència com a resultat del referèndum sobre la independència d'Escòcia del 2014, per tant, hauria estat un país independent.